# Dorcadion arenarioides
Dorcadion arenarioides là một loài bọ cánh cứng trong họ Cerambycidae.